# سوهوزم
سوهوزم (به بلغاری: Suhozem) یک منطقهٔ مسکونی در بلغارستان است که در استان پلوودیو واقع شده‌است.
 سوهوزم ۱۵٫۷۴۱ کیلومتر مربع مساحت و ۲۳۱ نفر جمعیت دارد و ۲۴۸ متر بالاتر از سطح دریا واقع شده‌است.